# Jochen Sostmann
Jochen Sostmann (* 6. März 1938 in Hamburg; † 23. Januar 2019) war ein deutscher Schauspieler bei Bühne und Fernsehen.

## Leben und Wirken
Sostmann erhielt seine Bühnenausbildung im heimatlichen Hamburg bei Eduard Marks. Seinen Einstand an der Bühne gab er Ende der 1950er Jahre am Contra-Kreis-Theater in Bonn, wo man ihn 1959/60 in den Stücken Liebe bricht der Torheit Schranken, Eine etwas sonderbare Dame und Schafft den Narren fort sehen konnte. Danach wirkte Sostmann an Theatern in Marburg, Wilhelmshaven, Göttingen, Münster, München und am Deutschen Schauspielhaus seiner Vaterstadt. Gastweise sah man ihn auch im Rahmen der Ruhrfestspiele Recklinghausen.
Schon mit 19 Jahren gab Jochen Sostmann seinen Einstand vor der Kamera. Seitdem spielte er in den kommenden 35 Jahren in einer Fülle von Fernsehspielen mit, darunter auch Serien wie Graf Luckner und Mit Leib und Seele, seiner letzten Fernseharbeit. Oftmals spielte er Matrosen, Heizer und andere Seeleute. 1992 endeten seine TV-Aktivitäten.

## Filmografie
- 1957: Jeder lebt allein
- 1958: Stahlnetz: Sechs unter Verdacht
- 1959: Der müde Theodor
- 1966: Der Regenmacher
- 1966: Polizeifunk ruft – Außenkommando
- 1967: Der zerbrochene Krug
- 1967: Der Alte
- 1968: Die Schlacht bei Lobositz
- 1969: Troilus und Cressida
- 1969: Marinemeuterei 1917
- 1971: Graf Luckner
- 1971: Karpfs Karriere
- 1972: Der Seitensprung des Genossen Barkassow
- 1972 Pater Brown – Das Rätsel Michael Mondschein
- 1973: Black Coffee
- 1975: König Heinrich IV.
- 1977: Aus dem Logbuch der "Peter Petersen"
- 1989: Ein Fall für zwei (TV-Serie, eine Folge)
- 1989–92: Mit Leib und Seele (TV-Serie, mehrere Folgen)